# Виннов, Манк и Мирбад
Виннов, Манк и Мирбад — святые корневильцы. День памяти — 31 мая.
Святые Виннов (Winnow), Манк (Mancus) и Мирбад (Myrbad) были ирландцами, жившими в Корнуолле. В их честь там были освящены храмы.

## Тропарь, глас 6
O three holy Saints who in honour of the Trinity/
left Ireland to labour in Cornwall:/
having toiled on earth you are glorified in heaven,/
blessed Winnow, Mancus and Myrbad.